# Cova d'Orlovača
La Cova d'Orlovača és un lloc arqueològic localitzat al turó d'Orlovača, Opština Pale, Republika Srpska (Bòsnia i Hercegovina). Amb una longitud estimada de 2.500 metres, és una de les coves visitables més importants dels Balcans. Hi ha restes d'ossos (Ursus spelaeus) amb una antiguitat de 16.000 anys.